# François Pauwels (advocaat-schrijver)
François Désiré Pauwels (Amsterdam, 25 oktober 1888 – Amstelveen, 8 januari 1966) was een Nederlands jurist en schrijver. Hij begon als dichter en schreef later romans gebaseerd op zijn ervaring als advocaat en procureur. Hij was een zoon van tenor Désiré Pauwels en toneelspeelster Sophie van Biene.

## Levensloop

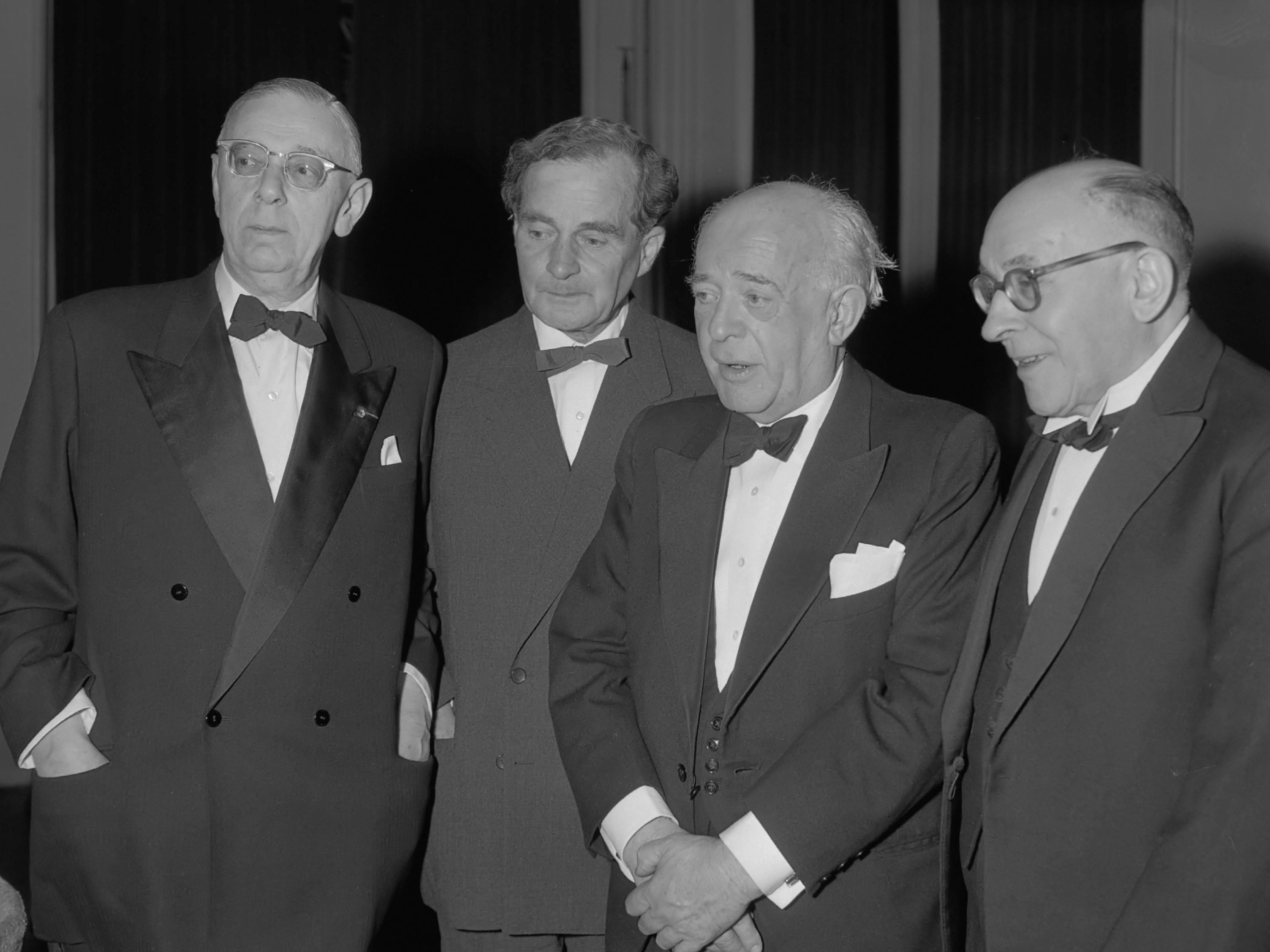
Huldiging vanwege zeventigste verjaardag Pauwels in 1958. Victor van Vriesland, Adriaan Roland Holst, François Pauwels en mr. J.C. Bloem

Pauwels studeerde rechten in Utrecht en Amsterdam en was meer dan vijftig jaar advocaat. In 1931 stapte hij uit de SDAP. In 1933 zag hij af van de verdediging van Marinus van der Lubbe voor de Rijksdagbrand. Pauwels verkreeg ook bekendheid bij de Baarnse moordzaak. Bekende romans van hem waren Boeven en burgers, Tine Kipra's echtscheiding en Rechter Thomas. Meerdere werken van hem werden voor toneel bewerkt. Rechter Thomas werd verfilmd.